# Kanton Capellen
Kanton Capellen (francouzsky Canton de Capellen, německy Kanton Capellen, lucembursky Kanton Capellen) je lucemburský kanton.

## Geografie a populace
Na severu hraničí s kantony Redingen a Mersch, na východě s kantonem Lucemburk a na jihu s kantonem Esch an der Alzette. Na západě pak hraničí s belgickou provincií Lucemburk.
Má rozlohu 199,21 km² a celkem 45 276 obyvatel (2016). Je složen ze 10 obcí:
- Dippach (4071)
- Garnich (2043)
- Hobscheid (3434)
- Käerjeng (10 033)
- Kehlen (5475)
- Koerich (2520)
- Kopstal (3448)
- Mamer (8695)
- Simmern (813)
- Steinfort (4762)